# Hideko Maehata
Hideko Maehata (Japans: 前畑 秀子, Maehata Hideko) (Hashimoto, 20 mei 1914 - 24 februari 1995) was een Japans zwemmer.

## Biografie
Maehata won tijdens de Olympische Zomerspelen van 1932 olympisch zilver op de 200m schoolslag, op slechts 1/10de van de gouden Clare Dennis.
Bij thuiskomst werd Maehata bekritiseerd omdat zij slechts zilver won.
In 1933 verbeterde Maehata het wereldrecord met 3 seconden naar 3 minuten en vier tienden, dit record bleef vier jaar staan totdat het verbroken werd door de Nederlandse Jopie Waalberg.
Tijdens de Olympische Zomerspelen van 1936 werd Maehata de eerste Japanse vrouwelijke olympisch kampioene door het goud te winnen op de 200 meter schoolslag.
1924: Lucy Morton ·
1928: Hilde Schrader ·
1932: Clare Dennis ·
1936: Hideko Maehata ·
1948: Nel van Vliet ·
1952: Éva Székely ·
1956: Ursula Happe ·
1960: Anita Lonsbrough ·
1964: Galina Prozoemensjtsjikova ·
1968: Sharon Wichman ·
1972: Beverley Whitfield ·
1976: Marina Kosjevaja ·
1980: Lina Kačiušytė ·
1984: Anne Ottenbrite ·
1988: Silke Hörner ·
1992: Kyoko Iwasaki ·
1996: Penelope Heyns ·
2000: Ágnes Kovács ·
2004: Amanda Beard ·
2008: Rebecca Soni ·
2012: Rebecca Soni ·
2016: Rie Kaneto ·
2020: Tatjana Schoenmaker ·
2024: Kate Douglass
- CiNii: DA10772961
- International Standard Name Identifier: 0000 0003 7960 7202
- Library of Congress Control Number: no2016108432
- Bibliotheek van het Japanse parlement: 00121036
- Virtual International Authority File: 257772842
- WorldCat: E39PBJcBYVMmQqprgXp4PWrQbd